# Vittorio Marcelli
Vittorio Marcelli (ur. 3 czerwca 1944 w Magliano de’ Marsi) – włoski kolarz szosowy, brązowy medalista olimpijski i trzykrotny medalista mistrzostw świata.

## Kariera
Pierwszy sukces w karierze Vittorio Marcelli osiągnął w 1967 roku, kiedy wspólnie z Lorenzo Bosisio, Benito Pigato i Flavio Martinim zdobył brązowy medal w drużynowej jeździe na czas podczas mistrzostw świata w Heerlen. W drużynie z Pigato, Martinim i Giovannim Bramuccim powtórzył ten wynik na rozgrywanych rok później mistrzostwach świata w Montevideo. Na tych samych mistrzostwach Marcelli zdobył ponadto złoty medal w indywidualnym wyścigu ze startu wspólnego amatorów, bezpośrednio wyprzedzając Brazylijczyka Luisa Carlosa Florèsa oraz Szweda Erika Petterssona. W 1968 roku wystąpił również na igrzyskach olimpijskich w Meksyku, gdzie wraz z Giovannim Bramuccim, Mauro Simonettim i Pierfranco Vianellim zdobył swój trzeci brązowy medal w drużynowej jeździe na czas. Był to jego jedyny start olimpijski. Poza tym nie osiągnął większych sukcesów. W 1969 roku zajął 64. miejsce w klasyfikacji generalnej Giro d'Italia, a rok później wystartował w Tour de France, ale nie ukończył rywalizacji.

## Najważniejsze zwycięstwa i sukcesy
- 1967
  - 3. mistrzostwa świata amatorów (drużynowy wyścig na 100 km)
- 1968
  - 3. miejsce podczas igrzysk olimpijskich w drużynowym wyścigu na 100 km
  - mistrzostwo świata amatorów w wyścigu ze startu wspólnego
  - 3. mistrzostwa świata amatorów (drużynowy wyścig na 100 km)